# Patronato nacional en Argentina
El patronato nacional en Argentina es el nombre que recibió el régimen de control soberano que el Estado argentino ejerció o pretendió ejercer sobre el funcionamiento de la Iglesia católica en el país. El comienzo de este régimen de control puede trazarse a la Revolución de Mayo de 1810 y fue codificado en la Constitución de la Nación Argentina sancionada en 1853 como sujeto a arreglo, lo cual se efectivizó con la firma de un concordato con la Santa Sede en 1966, persistiendo en el texto constitucional hasta 1994. Nunca el patronato nacional fue reconocido explícitamente por la Santa Sede, y aunque se lo intentó imponer de manera unilateral, por períodos existió una forma de convivencia llamada modus vivendi. El Estado argentino lo consideró como una continuación del patronato regio que los reyes de España ejercían sobre la Iglesia de sus colonias en América por concesión papal. 

## Patronato regio español
El patronato regio concedido por la Santa Sede a la Monarquía Hispánica consistió en el conjunto de privilegios y facultades especiales que los papas concedieron a los reyes de España, que les permitían, al principio, ser oídos antes de una decisión papal que les concerniera en sus territorios, y además, elegir directamente en sustitución de las autoridades eclesiásticas a determinadas personas que fueran a ocupar cargos vinculados a la Iglesia católica (derecho de patronato). Más tarde y hasta el final del dominio hispánico en el Río de la Plata, los monarcas lograron el ejercicio de todas o la mayoría de facultades atribuidas a la Iglesia en el gobierno de los fieles, convirtiéndose, de hecho y de derecho, en la máxima autoridad eclesiástica en los territorios bajo su dominio (patronato regio stricto sensu). En las Iglesias de los territorios americanos el rey subrogaba la autoridad papal en todas las potestades —incluso en las apelaciones judiciales del fuero eclesiástico— excepto en la administración del sacramento del orden, para lo cual los papas continuaron teniendo la última palabra sobre la designación de obispos. Las instituciones eclesiásticas católicas de la América hispana fueron administradas durante siglos casi sin mantener contacto con la curia romana y los asuntos eclesiásticos se resolvían en el Consejo de Indias o en el despacho real. Los obispos debían jurar obediencia al rey y no al papa.

### Origen del patronato regio español y precedente portugués
Por la bula Romanus Pontifex del 8 de enero de 1455 el papa Nicolás V otorgó a los reyes de Portugal el derecho de construir iglesias, oratorios y lugares píos, y el envío de eclesiásticos y religiosos mendicantes a los territorios de Guinea. Por la bula Inter caetera del 13 de marzo de 1456 el papa Calixto III otorgó toda potestad y jurisdicción espiritual ordinaria, incluso la presentación patronal para las dignidades eclesiásticas en esas regiones africanas, al prior de la Orden de Cristo, es decir al rey de Portugal. Estas bulas constituyeron el fundamento del Padroado portugués.
Bajo el modelo portugués, el papado otorgó el poder de patronato a los monarcas de España porque ellos estaban dispuestos a subsidiar las actividades misioneras en los territorios recién descubiertos o conquistados. Una vez formadas las Iglesias en los lugares de misión o de expansión del cristianismo, los poderes políticos eran los únicos en condiciones de sostener la creación de diócesis y la progresiva institucionalización. Por ello, los papas les concedieron el derecho de presentación, que consistía en proponer al papa los nombres de quienes ocuparían cargos en la jerarquía eclesiástica del lugar. A cambio, los reyes debían financiar ("fundar" y "dotar") las nuevas Iglesias.
El patronato regio derivó de la bula Inter caetera de 1456 y de las llamadas cuatro bulas alejandrinas emitidas en 1493 por el papa valenciano Alejandro VI, inmediatamente después del descubrimiento de América y a petición de los Reyes Católicos. Estas le otorgaron a la Corona de Castilla el derecho a conquistar las Indias y la obligación de enviar misioneros para convertir a la «fe católica» a las poblaciones descubiertas. 

### Consolidación
Los poderes del monarca español para dirigir la Iglesia en sus territorios fueron aumentando con el tiempo. Estos poderes reales fueron: la selección y envío de los misioneros a las Indias (breve Inter caetera, 1493); el cobro del diezmo (bula Eximiae devotionis, 1501) que era un impuesto correspondiente al 10 por ciento aproximado de los ingresos anuales, cobrado a hacendados y propietarios de inmuebles rurales; la facultad para fijar o modificar los límites de las diócesis en las Indias (bula Ullius fulcite praesidio, 1504); y la facultad para vetar la elección de arzobispos u obispos, así como el derecho de presentación (bula Universalis ecclesiae, 1508). En 1539 el emperador Carlos V exigió que las peticiones de los obispos a la Santa Sede pasasen por su mano, imponiendo el pase real (pase regio o regium exequatur) a los documentos pontificios para poder ser ejecutados. Así, las relaciones entre el papado y el Estado católico español de finales del siglo XV se invirtieron parcialmente, pues ya no era de hecho aplicable lo que el papa Bonifacio VIII había proclamado en la bula Unam sanctam de 1302: corresponde al poder espiritual establecer el poder terrenal, y juzgarlo si no ha sido bueno. Con la nueva situación, lo que era un derecho del soberano reconocido de iure o de facto por el papa, se convirtió en un patronazgo regio, en el que la Corona representaba y sustituía en muchas ocasiones a la autoridad eclesiástica, que fue cediendo su poder a través de instrucciones, bulas y acciones de hecho de los reyes.
En la real cédula de Patronato en Indias emitida por el rey Felipe II el 1 de junio de 1574 el rey expresa: Como sabéis, el derecho de patronazgo eclesiástico nos pertenece en todo el Estado de las Indias. La real cédula dejó bajo autorización real la construcción de iglesias, catedrales, conventos, hospitales, la concesión de obispados, arzobispados, dignidades, beneficios y otros cargos eclesiásticos. Los prelados debían dar cuenta al rey de sus actos. Para la provisión de curatos el obispo debía convocar a concurso y de los candidatos seleccionados, presentar dos a la autoridad civil para que esta decidiera. Además, se obtuvo la dispensa de la visita ad limina apostolorum de los obispos americanos a Roma; se sometió la correspondencia de los obispos a la revisión del Consejo de Indias; los concilios provinciales debían celebrarse bajo vigilancia de los virreyes y presidentes de las reales audiencias; para erigir conventos o casas religiosas debía enviarse informe al rey sobre fundaciones, haciendas y número de religiosos en la región y esperar el beneplácito real; ningún superior de una orden regular podía ejercer su oficio sin obtener la autorización real; se ordenó la vigilancia a la vida conventual, castigando a los eclesiásticos que no cumplían con sus deberes. Las reales audiencias se constituyeron en tribunales para, en primera instancia, dirimir conflictos eclesiásticos. Finalmente, a algunas órdenes religiosas como la orden Franciscana, se les impuso la figura del vicario apostólico para América, que limitaba el poder del superior general de la orden en Roma. En la Recopilación de Leyes de las Indias de 18 de mayo de 1680 el Libro Primero. De la Santa Fé Catolica recopila en 24 títulos toda la legislación sobre el patronato regio, expresando en la ley 47: Que los Vireyes y Audiencias hagan guardar los derechos y preeminencias del Patronazgo, y den los despachos necesarios.
En el siglo XVIII, con España y las Indias bajo la Casa de Borbón, se extendieron las ideas regalistas añadidas a la propia tradición regalista española. En 1735 la Junta del Real Patronato proclamó que los reyes de España tenían derecho al patronato universal que implicaba la asunción de todos los beneficios del reino. Sobre estas bases, en el contexto de las interminables discusiones para el concordato de 1753, los conflictos fronterizos hispano-portugueses sobre el territorio de Misiones y la expulsión de la Compañía de Jesús en 1767-1768, se desarrolló entre los juristas españoles una tendencia a expresar el control regio sobre la Iglesia mediante nuevas formulaciones doctrinales, que implicaban que tanto el patronato como la sumisión de la Iglesia al Estado no derivaban de una concesión de la Santa Sede, sino que era la resultante de un derecho inherente a la soberanía de los reyes. El concordato de 1753 refrendó en parte esta idea.

### El patronato en el virreinato del Río de la Plata
En el virreinato del Río de la Plata el virrey ejerció el vicepatronato real para todo lo que no necesitaba expresamente una decisión del rey, lo cual exceptuaba la presentación de obispos y la erección de diócesis. Desde la implementación de la Real Ordenanza de Intendentes del Río de la Plata de 1782 el virrey compartió con los intendentes el vicepatronato real:

Artículo VI: (...) Y todos los mencionados Intendentes, excepto los de Buenos Ayres y la Plata, han de exercer en sus respectivas Provincias el Vice Patronato Real conforme á las Leyes, pues para ello se lo concedo expresamente, quedando el que recide en el Virrey ceñido á la Provincia Metrópoli; y al distrito de la Intendencia de la Plata el que obtiene el Presidente de aquella Real Audiencia...
-  Wikisource contiene obras originales de o sobre Real Ordenanza de Intendentes del Río de la Plata.

Durante la invasión napoleónica de España el rey estuvo incomunicado con sus reinos americanos y no pudo efectuar los nombramientos eclesiásticos como patrono, por lo que en septiembre de 1808 el fiscal de la Real Audiencia de Buenos Aires, Manuel Villota, dictaminó que las vacantes en los cabildos catedralicios de las diócesis de Córdoba y de Buenos Aires podían ser llenadas por el virrey. Villota opinó que en razón de las circunstancias el virrey podía suplir la autoridad del monarca expidiendo este Vice Patronato en nombre de S. M. los Reales despachos de presentacion.

## La ruptura del Río de la Plata con España y con la Santa Sede

### El patronato revolucionario
La Revolución de Mayo (1810), la guerra contra la antigua metrópoli (1810-1824) y la declaración de independencia (1816) marcaron un corte abrupto en la estructura eclesiástica y en la vida religiosa rioplatense. Las relaciones con la Santa Sede, hasta entonces mediatizadas por España, se cortaron abruptamente, y las sedes episcopales quedaron vacantes en poco tiempo. En la proclama de la junta provisional de Buenos Aires de 26 de mayo de 1810 fue proclamada la continuidad de la adhesión a la fe católica: Un deseo eficaz, un zelo activo y una contraccion viva y asidua á proveer por todos los medios posibles la conservación de nuestra Religion Santa. Teniendo a la vista el antecedente del dictamen del fiscal Villota de 1808, la junta provisional dispuso continuar con los derechos del patronato regio a nombre del rey Fernando VII y el 28 de mayo de 1810 expresó en el Reglamento sobre despacho y ceremonial:

9. Los asuntos de Patronato se dirigirán á la Junta en los mismos términos que a los Señores Virreyes; sin perjuicio de las extensiones á que legalmente conduzca el sucesivo estado de la Península.
-  Wikisource contiene obras originales de o sobre Reglamento sobre el despacho y ceremonial en actos públicos de la Junta Provisional Gubernativa.

Una de las primeras resoluciones tomadas por la junta provisional en materia de patronato fue declarar vacante a la diócesis de Córdoba el 7 de agosto de 1810, tras profugarse su obispo, aunque en enero de 1812 el Primer Triunvirato lo restituyó en la sede. En agosto de 1810 Mariano Moreno a nombre de la junta provisional consultó a dos teólogos cordobeses, el deán Gregorio Funes y Juan Luis Aguirre para que dictaminaran:

Entre el inmenso cúmulo de asuntos graves que agobian a esta Junta se presentan algunos de urgente despacho, cuyo acierto pende de la resolución de dos qüestiones: primera: si el patronato real es una regalía afecta a la soberanía, o a la persona de los Reyes que la han exercido: segunda: si residiendo en esta Junta una representación legitima de la voluntad general de estas Provincias, debe suplir las incertidumbres de un legitimo representante de nuestro Rey cautivo (...)

Los dos teólogos dictaminaron con diferencias que la junta provisional gozaba legítimamente del derecho de patronato, no obstante, en la práctica aconsejaban que lo más razonable era que se abstuviera de ejercerlo.
La revolución en el Río de la Plata dividió al clero de manera desigual. Si bien las opiniones políticas estuvieron divididas entre los clérigos regulares, la obediencia a superiores impuestos por el gobierno revolucionario mantuvo a las órdenes religiosas bajo control político de los independentistas. En cambio, entre el clero secular la adhesión a las posturas independentistas parece haber sido abrumadoramente dominante; lo cual no debe interpretarse como que todos ellos adherían al gobierno de turno, ya que varios participaron en las facciones en que se dividía la política en esa época. Los sucesivos gobiernos ordenaron a los sacerdotes predicar en favor de la revolución, y ordenaron el desplazamiento de los cargos que ocupaban de los clérigos sospechosos de ser contrarios a la revolución, particularmente de los cabildos y de las superioridad de los conventos.
La Asamblea del Año XIII —que en marzo de 1813 suprimió los tribunales de la Santa Inquisición en todo el territorio, dejando a cargo de los ordinarios eclesiásticos velar por las creencias religiosas— estableció la continuidad del régimen regalista del patronato, como también puso fin a la jurisdicción del nuncio apostólico con sede en Madrid, para asegurar la autonomía de la Iglesia local en el territorio de las Provincias Unidas del Río de la Plata. También proclamó como culto oficial del Estado a la religión católica, aunque por una ley posterior autorizó a «adorar a Dios dentro de sus casas» a los no católicos. Lo resuelto por la Asamblea daba a los obispos las mismas potestades que tenía el papa mientras durara su incomunicación y al gobierno las mismas que tenía el rey en materia eclesiástica, sancionando así la autonomía de las Iglesias locales. Dispuso también cortar los lazos de las órdenes religiosas con sus superiores en España.

La Asamblea general declara que el estado de las provincias unidas del Rio de la Plata es independiente de toda autoridad eclesiastica, que exista fuera de su territorio, bien sea de nombramiento, ó presentacion real.
(...)
La Asamblea general ordena, que habiendo reasumido los reverendos obispos de las Provincias unidas del Rio de la Plata sus primitivas facultades ordinarias; usen de ellas plenamente en sus respectivas diocesis, mientras dure la incomunicacion con la Santa Sede Apostolica.

El 27 de febrero de 1813 la Asamblea sancionó un estatuto para el poder ejecutivo ejercido por el Triunvirato, dándole la atribución de presentar á los obispos y prebendas de todas las iglesias del Estado. Tras la caída del director supremo Carlos María de Alvear, las nuevas autoridades sancionaron el estatuto provisional de 1815 que dispuso quitarle el patronato al poder ejecutivo: No proveerá, ó presentará por ahora, ninguna Canongía ó Prebenda Eclesiastica.
El papa Pío VII estuvo confinado por Napoleón Bonaparte en Fontainebleau desde 1808 hasta el 23 de enero de 1814, por lo que la Santa Sede estuvo imposibilitada de tomar contacto con los nuevos gobiernos americanos que gobernaban a nombre del rey de España, ya que se debía contar con la autorización del emperador francés —el enemigo— para cualquier comunicación. Luego de ser liberado, y al igual que los obispos rioplatenses, el papa tomó abiertamente partido por el bando realista español y se negó a mantener cualquier relación que no fuera a través de España con los gobiernos independentistas de América, aunque para 1815 solo quedaba en rebeldía el Río de la Plata. Tras culminar un año de negociaciones con los representantes del rey Fernando VII, el 30 de enero de 1816 Pío VII promulgó la encíclica Etsi longissimo terrarum dirigida a los obispos de la América hispana instándolos a:

(...) no perdonar esfuerzo para desarraigar y destruir completamente la funesta cizaña de alborotos y sediciones que el hombre enemigo sembró en esos países.

En el Río de la Plata las ordenaciones eclesiásticas disminuyeron abruptamente, para cesar por completo cuando ya no se dispuso de obispos para realizarlas (el último de los tres obispos rioplatenses, Nicolás Videla del Pino, murió en Buenos Aires en 1819, alejado de su sede de Salta desde 1812). Los pocos candidatos al sacerdocio debían viajar a Chile o Brasil para ser ordenados. Esta situación hacía casi imposible regularizar la situación eclesiástica de las Provincias Unidas, por lo que las ideas galicanas de la Asamblea del Año XIII dejaron paso a la solución más viable, que era el establecimiento de un contacto con la Santa Sede. En el Congreso de Tucumán, que declaró la independencia de las Provincias Unidas el 9 de julio de 1816, el diputado José Andrés Pacheco de Melo presentó en agosto de 1816 la moción del nombramiento de un enviado a la corte romana para todos los objetos relativos al bien espiritual del Estado, pero no llegó a efectuarse. Un decreto de 29 de mayo de 1817 del Congreso constituyente resolvió facultar por ahora al Director Supremo para proveer las plazas eclesiásticas vacantes de las Catedrales del Estado, anulando lo dispuesto por el estatuto provisional de 1815. En el Reglamento provisorio sancionado por el Soberano Congreso de las Provincias Unidas de Sud-América, para la dirección y administración del Estado de diciembre de 1817 se dispuso que el director del Estado tenía la atribución de:

Artículo 22.- Presentará, por ahora, para las piezas eclesiásticas vacantes de las Catedrales de las Provincias-Unidas y demás beneficios eclesiásticos de Patronato.

### El patronato provincial
Tras la disolución del gobierno central del directorio en 1820, las provincias se administraron a sí mismas con independencia de las demás. Desde entonces ya no hubo un poder central que pudiera administrar el patronato a la manera colonial sobre los tres obispados rioplatenses. Los estados provinciales pretendieron ejercer el patronato en sus territorios, pero en la mayoría de ellos las sedes de los obispados estaban fuera de sus límites y los párrocos estaban subordinados a una autoridad eclesiástica residente en otra provincia. Esto permitió a los gobiernos provinciales negar la obediencia y el sostenimiento económico a las sedes ubicadas fuera de su jurisdicción, con lo que las Iglesias provinciales pasaron a ser controladas exclusivamente por los gobernadores. El gobierno de la provincia de Buenos Aires, dirigido por el ministro Bernardino Rivadavia, inició una serie de reformas en dirección a una modernización y racionalización del Estado y en diciembre de 1822 se sancionó una ley de reforma eclesiástica, consistente en la supresión del fuero eclesiástico; la eliminación de los diezmos, asumiendo el Estado el costo del culto y manteniendo como recursos de la Iglesia las primicias y los emolumentos; la creación del Colegio Nacional de Estudios Eclesiásticos; y la reorganización del cabildo catedralicio de Buenos Aires, que pasó a llamarse Senado del Clero. Las medidas que más resistencia levantaron fueron las orientadas a la reforma de los conventos, a los que se fijó un mínimo de 16 residentes para seguir funcionando; la promoción de la secularización voluntaria de los religiosos del clero regular; y la expropiación de los bienes inmuebles y rentas de algunos conventos que fueron suprimidos. Los cementerios pasaron también a ser administrados por el Estado.

## La reanudación de las relaciones del Río de la Plata con la Santa Sede
El corte total de comunicaciones de la Santa Sede con las Iglesias de la América hispana independentista comenzó a ser una gran preocupación para la curia romana ante el peligro de cisma o de galicanismo. El papa Pío VII recibió dos informes alarmantes sobre la situación en el Río de la Plata, uno de ellos en enero de 1819 por una carta del obispo de Córdoba Rodrigo Antonio de Orellana enviada desde Brasil en 1818; y el otro por fray Pedro Pacheco, quien llegó a Roma en 1821. Ambos prelados manifestaron las intenciones del gobierno de Buenos Aires de nombrar obispos sin contar con las bulas papales de institución, lo cual constituiría un cisma formal. A esa situación se sumaba el triunfo de los liberales en la Revolución de 1820 en España, que puso a la Santa Sede en malas relaciones con el nuevo gobierno español. 
En abril de 1823 la Santa Sede decidió aceptar la invitación de Bernardo O'Higgins de enviar una misión pontificia a Chile. El enviado papal Giovanni Muzi acompañado por Giuseppe Sallusti y por Giovanni Maria Mastai Ferretti —el futuro papa Pío IX—, pasó por el Río de la Plata camino a Chile. Fue la primera misión papal a la América del Sur postrevolucionaria. La misión llegó a Montevideo el 1 de enero de 1824 y a Buenos Aires el 3 de enero, recorriendo luego las provincias de Santa Fe, San Luis y Mendoza en dirección a Santiago de Chile. No portando cartas oficiales de presentación, al enviado papal no le fue aceptada ninguna jurisdicción por el Gobierno de la provincia de Buenos Aires encabezado por Martín Rodríguez, ni por el provisor de la diócesis local, Diego Estanislao Zavaleta, quien prohibió que administrara el sacramento de la confirmación o ejerciera cualquier actividad litúrgica o pastoral. Muy distinto fue el recibimiento en las demás provincias y las autoridades de la diócesis de Córdoba lo invitaron a ejercer todas sus potestades como obispo, aunque luego lo desaprobaron por convalidar secularizaciones de religiosos en Mendoza sin la aprobación del gobierno cordobés. A requerimiento local, Muzi nombró a José Godoy como subdelegado apostólico en Mendoza, con el poder de impugnar las decisiones de las autoridades de la diócesis. Luego de recibir un trato hostil, salió de Chile y sin detenerse en Buenos Aires, a su regreso a Montevideo el 5 de febrero de 1825 designó a Dámaso Antonio Larrañaga como delegado apostólico para gobernar la Iglesia de la Banda Oriental —la provincia Cisplatina ocupada por Brasil— tras serle requerido por las autoridades locales. A Mariano Medrano —en conflicto con el Gobierno de Buenos Aires— lo designó como delegado apostólico del Río de la Plata, vicario y gobernador de la sede episcopal de Buenos Aires. El nombramiento era secreto, pero Medrano lo mostró a todos los curas que apoyaban al gobierno, forzándolos a cambiar su posición.

### Efímero patronato constitucional
El Congreso General de las Provincias Unidas se reunió desde 1824 y sancionó la constitución de 1826, que reiteró a la religión católica como la oficial del Estado reunificado y entre las atribuciones del poder ejecutivo dispuso:

Artículo 95. Ejerce el patronato general respecto a las iglesias, beneficios y personas eclesiásticas, con arreglo a las leyes: nombra a los arzobispos y obispos a propuesta en terna del Senado.

Entre las atribuciones de la Corte Suprema de Justicia dispuso:

Artículo 125. Examinará los breves y bulas pontificias y abrirá dictamen al Poder Ejecutivo sobre su admisión o retención.
-  Wikisource contiene obras originales de o sobre Constitución de la Nación Argentina (1826).

Aunque la constitución unitaria fue rechazada por las provincias y el 18 de agosto de 1827 el gobierno nacional volvió a disolverse, fue el primer texto constitucional argentino con alguna vigencia que mencionó el patronato. Previamente el proyecto constitucional de 1819 solo atribuía al poder ejecutivo: Nombra los Arzobispos y Obispos a propuesta en terna del Senado.

### Intervención directa de la Santa Sede
En 1827 el gobierno de la provincia de San Juan inició gestiones ante la Santa Sede para desmembrar Cuyo nuevamente de la diócesis de Córdoba. El papa León XII no accedió a nombrar obispos diocesanos porque eso hubiera implicado un reconocimiento de las autoridades políticas independientes hispanoamericanas y su derecho a ejercer el patronato. En su lugar, decidió aprovechar la oportunidad de establecer su jurisdicción en el Río de la Plata y nombró obispos in partibus infidelium (desde 1882 se les llama obispos titulares) que eran sus vicarios, con la intención de eludir el patronato, tanto el regio reconocido al rey de España como el pretendido por las nuevas autoridades locales. El 15 de diciembre de 1828 Justo Santa María de Oro fue preconizado (es decir, designado por el papa) obispo in partibus infidelium de Taumaco y el 22 de ese mes fue creado el vicariato apostólico de Cuyo, que comprendía a las provincias de San Juan, San Luis y Mendoza. El poder dado por el papa a Santa María de Oro fue:

(...) plena autoridad y facultad de administrar todas y cada una de las cosas en nombre nuestro y de la Santa Sede.

El 21 de febrero de 1830 Santa María de Oro fue consagrado obispo en San Juan y en octubre de 1833 firmó un concordato con el gobernador de San Juan, Valentín Ruiz. En ese acuerdo el gobierno provincial solicitaba al papa le conceda el patronato:

(...) se digne Su Santidad conceder el mismo indulto que hayan gozado y gozan las antiguas iglesias de América, mediante el patronato antes declarado a los reyes de España, concediéndolo benignamente en la forma que fuere del agrado de Su Santidad, al Supremo Gobierno que por tiempo fuese reconocido en las provincias de Cuyo (...)

El 10 de abril de 1829 el gobernador de Buenos Aires Juan José Viamonte solicitó al papa Pío VIII el nombramiento de un nuevo obispo para la diócesis de Buenos Aires. El 7 de octubre de 1829 el papa preconizó a Mariano Medrano como obispo in partibus infidelium de Aulón y vicario apostólico de Buenos Aires. Medrano fue consagrado obispo en Río de Janeiro el 26 de septiembre de 1830. No pudo ejercer hasta que el 12 de agosto de 1831 el gobernador Juan Manuel de Rosas aprobó el nombramiento. Benito Lascano fue designado en 1830 como obispo in partibus infidelium de Comanén y vicario apostólico para la diócesis de Córdoba.
El nuevo papa Gregorio XVI dio nuevos impulsos el 14 de agosto de 1832 cuando creó el vicariato apostólico de Montevideo, separándolo de la diócesis de Buenos Aires y el 2 de julio de 1832 cuando designó a Medrano obispo residencial de Buenos Aires, otorgándole como obispo auxiliar a Mariano José de Escalada, que pasó a ocupar el título de Aulón. Ese nombramiento ignoraba por completo los pretendidos derechos de patronato y el cabildo catedralicio de Buenos Aires se negó a aceptarlo hasta que el papa no reconociera el patronato al gobierno porteño. 
Para dirimir la cuestión del patronato, el gobernador (nuevamente Viamonte) consultó a 39 jurisconsultos y teólogos, pidiéndoles que respondieran un cuestionario sobre el derecho de patronato de su gobierno, y sobre los límites de la autoridad del papa. El resultado fue un enorme cúmulo de respuestas, de las que participaron figuras tan dispares como los abogados Pedro José Agrelo, Gregorio Tagle y Manuel Vicente Maza, y los teólogos Domingo Achega y José Acosta. La postura generalizada de las respuestas era favorable a la tesis que sostenía el patronato a favor del gobierno. El fiscal Agrelo recopiló todas las opiniones, antecedentes y documentos relacionados con el nombramiento de Medrano, dictámenes y correspondencia y agregó como anexo las opiniones del cuestionario de Viamonte en lo que se llamó en forma abreviada el Memorial Ajustado. En el memorial, que dirigió al ministro Manuel José García el 4 de diciembre de 1833, Agrelo expresó que el papa había atentado contra:

(...) las primeras y mas preciosas regalías de nuestra soberanía é independencia, con riesgo tambien muy inminente y muy probable de perderlas por entero, despues de la sangre y sacrificios con que las hemos conquistado.

Agrelo opinaba que los vicarios apostólicos nombrados por la Santa Sede evadían el patronato y anulaban la figura episcopal, por lo cual el papa obtenía un poder absoluto sobre esas Iglesias. Opinaba también que el nombramiento de obispos sometidos a la Santa Sede sin intervención de las autoridades patronales creaba un poder independiente de la soberanía representada por el gobierno. Por esta razón rechazaba el juramento de fidelidad al papa exigido por las bulas recibidas por Medrano, que lo comprometían a conservar, aumentar y extender la autoridad papal, a observar las disposiciones de la Santa Sede y a combatir a quienes no prestasen obediencia al papa. Según Agrelo, eso convertía a Medrano en funcionario de la Santa Sede por lo que sería como un plenipotenciario extranjero de un poder independiente entrometido en el gobierno local. Con esas opiniones Agrelo configuró la opinión de referencia clásica para el siglo que le siguió, que se apoyó en que la obediencia a las autoridades de la nación —que ascendía desde el pueblo— era mucho más legítima que la obediencia jurada al papa —que descendía como una rémora feudal del Antiguo Régimen—.
La decisión final la tuvo que tomar un nuevo gobernador, Manuel Vicente Maza, que decidió sostener el derecho del gobierno a ejercer el patronato, pero que simultáneamente decidió aceptar a Medrano como obispo. Fue reconocido por el gobierno como obispo de Buenos Aires el 25 de mayo de 1834 y asumió como obispo en marzo de 1835, cuando ya el gobernador era nuevamente Juan Manuel de Rosas. Este le permitió controlar la organización interna de su diócesis sin condiciones, pero a cambio exigió una sumisión total de parte del clero, que debió ser absolutamente adicto al Partido Federal. 
El 19 de septiembre de 1834 el vicariato apostólico de Cuyo fue elevado a diócesis de San Juan de Cuyo con la bula Ineffabili Dei Providentia del papa Gregorio XVI. La bula expresa que el papa otorgaba al gobierno civil el derecho de presentar, ante la autoridad eclesiástica competente, a quienes habrían de ocupar todos los cargos de la diócesis, a excepción del obispo. Sin embargo, no aclaraba a qué gobierno de Cuyo se refería (formado por tres provincias autónomas). Fue, sin embargo, el primer reconocimiento de ese derecho en los nuevos estados del Río de la Plata. En 1835 la diócesis de Salta fue provista con su propio vicario apostólico, José Agustín Molina, nombrado también obispo in partibus infidelium de Comaco.

### La Confederación Argentina
Como encargado de Relaciones Exteriores de la Confederación Argentina, el gobernador de Buenos Aires Juan Manuel de Rosas emitió un decreto el 27 de febrero de 1837 que con retroactividad al 25 de mayo de 1810 prohibía a toda persona, autoridad civil ni eclesiástica de esta Provincia obedecer cualquier Bula, Breve, ò Rescripto Pontificio, o reconocer todo nombramiento, creacion, ereccion ò institucion, que se haya hecho, ó que se pretenda hacer en esta Provincia, ó en cualquiera parte del territorio de la República (...) mediata o inmediatamente [por] Su Santidad, el Romano Pontífice, ó (...) la Curia Romana, ó (...) algun otro cuerpo ó persona que se crea autorizada por Su Santidad sin su pase o exequatur. Aunque el decreto era para la provincia de Buenos Aires, Rosas lo hizo extensivo a toda la confederación y solicitó a las provincias la misma medida.
Previamente, el 24 de julio de 1835 José María Mendizábal López de Velasco había sido designado arzobispo de Charcas con jurisdicción metropolitana sobre el territorio de la Confederación Argentina, lo cual fue rechazado por Rosas en diciembre de 1836 prohibiendo a las diócesis argentinas la subordinación a esa arquidiócesis. Rosas negó parcialmente el pase a la bula de creación del obispado de San Juan, permitiendo que Mendoza y San Luis pudieran seguir en la jurisdicción de Córdoba si lo deseaban y en diciembre de 1839 negó el pase de la bula que designaba a José Hilarión Etura como obispo in partibus infidelium de Augustópolis y auxiliar de la diócesis de San Juan residente en la ciudad de San Luis. Posteriormente Rosas exigió a los nuevos obispos un juramento de lealtad.

## Elmodus vivendi

### El patronato constitucional
Luego de la derrota de Rosas en la batalla de Caseros, el triunfante gobernador de Entre Ríos, Justo José de Urquiza, comenzó la etapa de organización nacional y el 25 de mayo de 1853 fue promulgada la constitución nacional que con reformas hasta hoy está vigente. El texto constitucional consolidó el patronato nacional en el nuevo estado federal, aun cuando nunca fue reconocido explícitamente por la Santa Sede. La religión católica ya no fue oficial y se la reconoció como sostenida por el Gobierno federal, como referencia implícita al sostenimiento económico. El presidente y su vicepresidente debían pertenecer a la comunión católica apostólica romana:

Artículo 2. El Gobierno federal sostiene el culto católico apostólico romano.

Entre las atribuciones del poder ejecutivo nacional el texto señalaba:

8. Ejerce los derechos del patronato nacional en la presentación de obispos para las iglesias catedrales, a propuesta en terna del Senado;
9. Concede el pase o retiene los decretos de los concilios, las bulas; breves y rescriptos del Sumo Pontífice de Roma, con acuerdo de la Suprema corte; requiriéndose una ley cuando contienen disposiciones generales y permanentes;
15. Proveer a la seguridad de las fronteras; conservar el trato pacífico con los indios, y promover la conversión de ellos al catolicismo;

Entre las atribuciones del Congreso de la Nación Argentina señalaba:

19. Aprobar o desechar los tratados concluidos con las demás Naciones, y los concordatos con la Silla Apostólica; y arreglar el ejercicio del patronato en toda la Confederación;
20. Admitir en el territorio de la Confederación otras órdenes religiosas a más de las existentes;
-  Wikisource contiene obras originales de o sobre Constitución de la Nación Argentina (1853).

A los gobiernos provinciales se les prohibía admitir nuevas órdenes religiosas, el fuero eclesiástico fue eliminado y se estableció la libertad de cultos sin restricciones.

### Las negociaciones
En diciembre de 1853 Urquiza nombró como agente confidencial argentino cerca del papa Pío IX al cónsul pontificio en Montevideo, Salvador Ximénez —quién fue también agente confidencial de Entre Ríos cuando Urquiza era su gobernador—, en busca de lograr romper la incomunicación con la Santa Sede, firmar un concordato y de crear un vicariato apostólico en el Litoral fluvial separado de la diócesis de Buenos Aires. Por entonces el Estado de Buenos Aires actuaba como independiente de la confederación. Se buscaba también la creación de una nunciatura apostólica en la capital, Paraná, y la creación de una sede metropolitana independiente de la de Charcas en Bolivia. Ximénez se entrevistó con el cardenal secretario de Estado de la Santa Sede, Giacomo Antonelli, en julio de 1854. La misión tuvo buena acogida en Roma, pero no dio resultados inmediatos, aunque la Santa Sede aceptó enviar un vicario apostólico y negociar un concordato a condición de la creación de seminarios y el sostenimiento económico de los obispos.
Durante la presidencia de Urquiza surgieron muchos conflictos relacionado con el patronato, particularmente en Cuyo, debido a que los gobernadores eran reticentes a ceder el patronato al Gobierno nacional, principalmente por el uso arbitrario que las provincias hacían con los diezmos recaudados. El 1 de marzo de 1855 Urquiza emitió un decreto que establecía que los gobiernos provinciales podían ser considerados vicepatronos solo por delegación del Gobierno federal, y que sus facultades se limitaban a la presentación de candidatos para los beneficios menores (todos los oficios eclesiásticos rentados) del territorio provincial. No estaban comprendidos los beneficios mayores, como los canónigos de las iglesias catedrales, por tratarse de diócesis que abarcaban a varias provincias.
El Congreso nacional el 25 de septiembre de 1855 sancionó una ley que habilitaba al poder ejecutivo nacional a iniciar los trámites civiles y canónicos para la creación de la diócesis del Litoral, comprendiendo las provincias de Entre Ríos, Santa Fe y Corrientes. Por un decreto de octubre de 1855 José Leonardo Acevedo, delegado eclesiástico de Entre Ríos, fue presentado para la diócesis creada por el gobierno en el Litoral con sede en Paraná. En enero de 1856 el encargado de negocios ante los gobiernos de Francia, Reino Unido y España, Juan Bautista Alberdi, fue asignado para gestionar ante la Santa Sede la aceptación de esas decisiones, quien redactó un memorándum que elevó al papa Pío IX el 14 de mayo de 1856. La Santa Sede, sin embargo, no accedió a ninguna de las peticiones ni nombró obispos, pero a comienzos de 1858 llegó a Paraná Marino Marini con el título de delegado apostólico y arzobispo in partibus infidelium de Palmira, con amplias facultades jurisdiccionales para las diócesis de Argentina, Paraguay, Uruguay, Bolivia y Chile. Marini tenía facultades para convalidar las medidas que hubieran tomado las autoridades locales sin anuencia papal e incluso absolverlas si hubieran incurrido en excesos, además de la potestad como juez de apelación de causas de jurisdicción eclesiástica. Sin embargo, no podía crear diócesis ni nombrar obispos.

### El patronato de hecho
El 4 de agosto de 1858 Marini creó el vicariato apostólico de Paraná, coincidente con la diócesis creada por el Congreso nacional, y designó a Miguel Vidal como vicario apostólico en lugar de Acevedo, quien había fallecido en febrero de 1858.

El 17 de agosto de 1858 Urquiza decretó la presentación ante la Santa Sede de Luis José Gabriel Segura y Cubas como candidato a obispo de Paraná y a fines de septiembre de 1858 envió a Roma a Juan del Campillo para tramitarla, junto con la de José Vicente Ramírez de Arellano para la de Córdoba. Accediendo a una de las condiciones vaticanas, el Congreso nacional sancionó en septiembre de 1858 una ley que creaba seminarios en cada una de las diócesis, solventados por el Estado y con docentes nombrados por los obispos, aunque solo se debían crear una vez provistas las diócesis con los obispos presentados por el Gobierno. Juan del Campillo debía también conseguir del papa la supresión de feriados debidos a festividades religiosas. La misión fue en parte exitosa, ya que excepto por la no firma de un concordato, las diócesis fueron provistas con los candidatos que había presentado el Gobierno y los feriados fueron suprimidos. También la diócesis de Paraná fue creada el 13 de junio de 1859 con la bula Vel a primis del papa Pío IX, separando territorio de la entonces diócesis de Buenos Aires. Luis José Gabriel Segura y Cubas fue preconizado como su primer obispo y el 19 de agosto de 1860 fue consagrado e instalado. De esta manera, comenzó un modus vivendi —en parte ya practicado en tiempos de Rosas— por el cual el Gobierno argentino ejercía de hecho el patronato y la Santa Sede homologaba sus decisiones sin mencionar en las bulas al Gobierno ni reconocer el patronato. 
Luego de un tratado el 22 de junio de 1860 la reina Isabel II de España reconoció la independencia argentina, aunque por la situación de reincorporación de Buenos Aires a la Confederación Argentina un nuevo tratado de reconocimiento debió ser firmado el 21 de septiembre de 1863, allanando así a la Santa Sede los impedimentos remanentes del patronato regio español para tratar con el Gobierno argentino.
Por el Tratado de Reconocimiento, Paz y Amistad celebrado entre la Confederación Argentina y España la monarquía española traspasó todos los derechos y privilegios que tenía en el Río de la Plata hasta el 25 de mayo de 1810, entre ellos implícitamente estaba el patronato regio:    

Artículo 4. La Confederación Argentina, considerando que así como adquiere los derechos y privilegios correspondientes a la Corona de España, contrae todos sus deberes y obligaciones, reconoce solemnemente como deuda, consolidada de la República, tan privilegiada como la que más, conforme a lo establecido espontáneamente en sus leyes, todas las deudas, de cualquiera clase que sean contraídas por el Gobierno español y sus autoridades en las antiguas Provincias de España, que forman actualmente o constituyan en lo sucesivo el territorio de la República Argentina evacuado por aquéllas en 25 de mayo de 1810 (...)
-  Wikisource contiene obras originales de o sobre Tratado de Reconocimiento, Paz y Amistad celebrado entre la Confederación Argentina y España.

Sin embargo, el tratado entre España y Argentina no significó que la Santa Sede reconociera la transferencia del patronato regio de España a Argentina, sino que desde entonces consideró que los reyes españoles renunciaron a él y todos los derechos y privilegios concedidos revirtieron a la Santa Sede. Las posiciones se mantuvieron, los gobiernos argentinos consideraron que el patronato nacional era un derecho heredado y no una concesión papal, pero el acuerdo tácito entre ambas partes, el modus vivendi, rigió la relaciones durante el siglo siguiente. El procedimiento que se seguía para la designación de un obispo comenzaba con la propuesta de una terna de candidatos por parte del Senado de la Nación Argentina, de entre los cuales el presidente elegía uno y lo presentaba a la Santa Sede. Esta se informaba sobre el candidato y si lo aceptaba el papa expedía la bula de nombramiento sin mencionar la presentación hecha por el Gobierno argentino. Si no lo aceptaba el papa mantenía la sede vacante en espera de una nueva presentación. Cuando la bula de nombramiento era recibida en Argentina, la Suprema Corte de Justicia le concedía el pase exigido por la constitución nacional, formulando una protesta por la falta de mención del patronato nacional en la bula. El candidato podía así luego ser consagrado e instalado en su diócesis como obispo. Los obispos debían jurar la obligación de acatar el patronato y el predominio del Estado, pero dejaban a salvo las leyes de Dios y de la Iglesia.
En cuanto a la admisión de nuevas órdenes religiosas en el país, para lo cual se exigía autorización legislativa, fue obviada interpretado estrictamente las palabras «orden religiosa» dejando ingresar libremente congregaciones masculinas y femeninas que se dedicaron a la enseñanza y a otras obras.

### Rupturas temporales delmodus vivendi
En 1883 se produjo un momento de ruptura temporal del modus vivendi luego de que el 16 de noviembre de 1883 la Propaganda Fide erigió mediante un breve el vicariato apostólico de la Patagonia Septentrional y la prefectura apostólica de la Patagonia Meridional, confiándolos a la congregación salesiana. Para esta última, que incluía las islas Malvinas y el extremo sur de Chile, fue designado prefecto apostólico el padre José Fagnano y para el vicariato apostólico el 30 de octubre de 1884 fue consagrado obispo titular de Magydus Juan Cagliero. La Santa Sede no comunicó al Gobierno argentino la creación de las nuevas jurisdicciones y consideró a la Patagonia como una tierra de misión nullius dioecesis, es decir, exenta de la jurisdicción de un obispo local (la arquidiócesis de Buenos Aires y la diócesis chilena de Ancud, sin embargo, pretendían entender su jurisdicción sobre ella). En esos momentos las relaciones entre ambas partes estaban en un estado álgido a causa de las leyes laicas del gobierno de Julio Argentino Roca, especialmente por los debates respecto del matrimonio civil. La radicación de maestras protestantes en Córdoba hizo que el vicario capitular a cargo de la diócesis local fuera depuesto en virtud del patronato por iniciativa del ministro Eduardo Wilde. Por el mismo motivo el 14 de octubre de 1884 el delegado apostólico en Argentina, Luigi Matera, fue expulsado del país provocando una suspensión de relaciones diplomáticas que duró hasta 1900, sin embargo de los cual no fue más que un enfriamiento de las relaciones y no una ruptura y el modus vivendi se retomó. Cagliero fue considerado un obispo extranjero, por lo que optó por mostrarse como un obispo misionero, visitador de las casas salesianas y encargado de los misioneros de la Patagonia bajo la autoridad del arzobispo de Buenos Aires y el 9 de julio de 1885 llegó a Carmen de Patagones inaugurando en secreto el vicariato apostólico. Fagnano, en cambio, fijó su residencia en Punta Arenas en Chile el 21 de julio de 1887. 
El 25 de noviembre de 1887 el Congreso argentino sancionó una ley creando las nuevas diócesis de La Plata, Santa Fe y Tucumán y pidió a la Santa Sede su concreción. Las negociaciones llevadas adelante permitieron un acuerdo de compromiso por los derechos adquiridos por los salesianos, por el cual, sin reconocerlos el Gobierno, el vicariato apostólico y la parte argentina de la prefectura apostólica seguirían de forma efectiva e independiente a cargo de la congregación salesiana, pero bajo jurisdicción de la arquidiócesis de Buenos Aires y de otras diócesis lindantes. Destrabada la situación, el 15 de febrero de 1897 con la bula In Petri Cathedra, el papa León XIII erigió las diócesis de La Plata, Santa Fe y Tucumán. En vano también los salesianos intentaron que se reconocieran las dos jurisdicciones dependientes de sus misioneros.
La bula de creación de las nuevas diócesis fue reconocida por el Gobierno por decreto de 28 de mayo de 1897, de tal forma que la arquidiócesis de Buenos Aires recibió los territorios nacionales de la Patagonia y la diócesis de San Juan de Cuyo el del Neuquén. Sin embargo, el reconocimiento de los derechos adquiridos por los misioneros salesianos en la Patagonia fue expresado en el decreto como: sin prejuicio de que continúe, por ahora, el Vicariato apostólico de Patagones y la Prefectura apostólica de Tierra del Fuego, hasta tanto que los Prelados estén en condiciones de poder enviar miembros del clero diocesano para el cuidado espiritual de aquellas vastas regiones. De esta forma, el vicariato apostólico fue suprimido de jure, pero conservado de hecho y los salesianos se aseguraron su exclusividad misional en la Patagonia. Luego de estos acuerdos las relaciones con la Santa Sede fueron reanudadas y el 24 de abril de 1900 fue designado el internuncio apostólico arzobispo Antonio Sabatucci, elevándose así la delegación apostólica a internunciatura apostólica. En julio de 1916 pasó a ser nunciatura apostólica con la llegada del nuncio Alberto Vasallo-Torregrossa, mientras que en Roma se establecía la embajada argentina ante la Santa Sede.
En 1923 se produjo otro momento de ruptura temporal del modus vivendi cuando el papa Pío XI no aceptó al candidato Miguel de Andrea presentado por el gobierno de Marcelo Torcuato de Alvear para arzobispo de Buenos Aires. Cuando el Gobierno insistió con la nominación, la Santa Sede ordenó al nuncio apostólico en Buenos Aires que designara al obispo de Santa Fe, Juan Agustín Boneo, como administrador apostólico sede plena para gobernar temporalmente la arquidiócesis de Buenos Aires dejando al vicario capitular Bartolomé Piceda como delegado de Boneo. La Corte Suprema de Justicia consideró el 6 de febrero de 1925 que el nombramiento hecho por el nuncio Juan Beda Cardinale se trataba de una carta similar a un breve, lo cual requería el pase de la Corte Suprema (que negó) y que el administrador apostólico debía ser presentado por el Gobierno argentino. Esto sin embargo de que los breves, bulas y rescriptos son firmados por el papa y no por un embajador suyo. Entre los argumentos que utilizaron los jueces estaban que los administradores apostólicos debían ser considerados como los vicarios apostólicos, rechazando el Código de Derecho Canónico de 1917 que los reglamentaba, debido a que mientras no se sancionase una reglamentación del patronato nacional, para Argentina no estaba vigente ninguna ley eclesiástica posterior al Concilio de Trento (aprobado por el rey Felipe II de España el 12 de junio de 1564) y a las Leyes de Indias de la Monarquía española compiladas por última vez el 1 de noviembre de 1681. Para la Corte Suprema las palabras «arreglar el patronato» usadas en la constitución nacional como atribución del Congreso Nacional, significaban «reglamentar el patronato», aunque la Santa Sede no interviniera en ello. En su opinión, la aceptación del administrador apostólico era equivalente a aceptar que el papa gobernara la Iglesia argentina, lo cual no podía realizarse sin que una ley se lo concediera.
Finalmente, Boneo igual ejerció como administrador apostólico, en agosto de 1925 Alvear expulsó al nuncio apostólico y a su secretario, y tras la renuncia a la candidatura de Miguel de Andrea, en 1926 presentó a José María Bottaro como candidato y el papa lo preconizó obispo de Buenos Aires. En noviembre de 1926 llegó un nuevo nuncio apostólico. Ese año el obispo titular De Andrea como plenipotenciario argentino ante la Santa Sede presentó un memorándum confidencial en busca de la firma de un concordato, que no logró ninguna consecuencia.

## El concordato

### El vicariato castrense
En los últimos meses de 1954 comenzó un proceso de deterioro de las relaciones del gobierno de Juan Domingo Perón con la Iglesia católica que culminó con la quema de iglesias del 16 de junio de 1955. Esto llevó a que tras el derrocamiento de Perón el 16 de septiembre de 1955, se iniciara un período de acercamiento entre las autoridades militares golpistas argentinas y la Santa Sede. Ambas partes cambiaron entonces la estrategia de conseguir un acuerdo global y decidieron establecer acuerdos parciales.
Tras un siglo de modus vivendi el embajador argentino Manuel Río logró el primer tratado entre la Santa Sede y la República Argentina, el Acuerdo entre la Nación Argentina y la Santa Sede sobre Jurisdicción Castrense y Asistencia Religiosa a las Fuerzas Armadas firmado en Roma el 28 de junio de 1957. Este acuerdo estableció el vicariato castrense de Argentina en reemplazo de las vicarías generales de Ejército y de Armada. Estaba basado en la instrucción Sollemne semper de 23 de abril de 1951 de la Sagrada Congregación Consistorial. Fue ratificado por el Gobierno militar nacional el 5 de julio de 1957 mediante decreto-ley n.º 7623/1957, y puesto en ejecución por decreto n.º 12958/1957 luego de que el vicariato castrense fuera erigido el 8 de julio de 1957 mediante el decreto Vicariatus castrenses de la Congregación Consistorial.
El acuerdo fue la primera vez que la Santa Sede reconocía por escrito al Gobierno argentino el derecho a acordar la designación de un obispo, por lo que podía implicar un reconocimiento parcial del derecho de presentación del patronato:

Artículo 4. El Vicario Castrense será nombrado por la Santa Sede previo acuerdo con el Señor Presidente de la República Argentina (...)
Artículo 7. El Vicario Castrense, previa aceptación de los candidatos por el ministerio respectivo, nombrará los Capellanes de las Fuerzas de Tierra, Mar y Aire y les expedirá su título; la designación para los servicios respectivos será hecha por los Ministerios correspondientes, a propuesta del Vicario (...)
Artículo 15. Los Ministerios correspondientes acordarán con el Vicario Castrense los Reglamentos concernientes a los respectivos Capellanes Militares en cuanto miembros de las Fuerzas Armadas (...)

El Reglamento Orgánico del Vicariato Castrense fue aprobado por decreto nº 5924/1958 de 24 de abril de 1958.

### Firma del concordato
La llegada a la presidencia de Arturo Frondizi el 1 de mayo de 1958 llevó a un cambio en la postura argentina respecto del patronato nacional. El nuevo presidente retomó la postura seguida en el pasado por Dalmacio Vélez Sarsfield, Tomás Manuel de Anchorena y José Manuel Estrada, que postulaba que las prerrogativas del patronato no estaban incorporadas definitivamente al derecho público argentino porque siendo un asunto bilateral, la Santa Sede no había otorgado su asentimiento, pues el patronato dependía de una especial concesión papal y las normas constitucionales previstas para su ejercicio lo fueron en el supuesto de que se otorgara la concesión. De esta forma era posible pactar un régimen distinto al previsto en la constitución nacional, que preveía al concordato como la norma definitiva que debía regular la materia.
El Gobierno comenzó también a variar el lenguaje oficial para acercar posiciones con la Santa Sede: el decreto de nombramiento administrativo de un obispo pasó de nómbrase obispo a decir S.E. revistará en el cargo de; en las designaciones de los miembros de la curia de las diócesis el nómbrase pasó a se confirma el nombramiento hecho por el obispo; la Dirección de Patronato Nacional del Ministerio de Relaciones Exteriores y Culto fue renombrada Dirección de Culto Católico; la carta que el presidente dirigía al papa solicitando confirmar la elección que he hecho e investirle en carácter de obispo de fue sustituida por una nota de la embajada argentina en el Vaticano a la Secretaría de Estado comunicando que el presidente ha resuelto presentar a Su Santidad a un candidato; entre otras modificaciones similares. La Corte Suprema de Justicia dejó de presentar reservas y protestas al dar el pase a una bula, el Senado de la Nación pasó a sesionar en secreto para confeccionar una terna episcopal y el juramento de los obispos dejó de ser público.
Con la asunción del papa Juan XXIII en noviembre de 1958 comenzaron las negociaciones para la firma de un concordato. El presidente Arturo Umberto Illia por el decreto 1709/1964 de 10 de marzo de 1964 suprimió el juramento de los obispos, que expresaba: seré fiel a la Nación, reconociendo su soberanía y alto Patronato. 
El Concilio Vaticano II, finalizado en diciembre de 1965, se pronunció por la separación Iglesia-Estado expresando: La comunidad política y la Iglesia son independientes y autónomos, cada una en su propio terreno. Además rogó a las autoridades civiles renunciar a aquellos derechos o privilegios que gozan en la actualidad por pacto o tradición.
Las negociaciones para la firma de un concordato llegaron a su fin con un acuerdo sobre el texto final para ser firmado el 30 de junio de 1966, pero dos días antes el presidente Illia fue derrocado por un golpe de Estado encabezado por el teniente general Juan Carlos Onganía. El nuevo gobierno estuvo de acuerdo con el concordato y el 10 de octubre de 1966 fue firmado en Buenos Aires por el nuncio apostólico Humberto Mozzoni y el ministro de Relaciones Exteriores y Culto Nicanor Costa Méndez. El acuerdo fue aprobado por el decreto-ley n.º 17032 de 23 de noviembre de 1966 y por el papa Pablo VI el 8 de diciembre de 1966. Dado que el Congreso nacional no estaba funcionando, no fue aprobado por ley sancionada constitucionalmente, pero su validez está confirmada por su aplicación durante los gobiernos democráticos posteriores y su mención en algunas leyes sancionadas por el Congreso (por ejemplo la ley n.º 24483 de 5 de abril de 1995)
El concordato expresa: 

Artículo 2. La Santa Sede podrá erigir nuevas circunscripciones eclesiásticas, así como modificar los limites de las existentes o suprimirlas, si lo considerare necesario o útil para la asistencia de los fieles y el desarrollo de su organización.
 Antes de proceder a la erección de una nueva Diócesis o de una Prelatura o a otros cambios de circunscripciones diocesanas, la Santa Sede comunicará confidencialmente al Gobierno sus intenciones y proyectos a fin de conocer si éste tiene observaciones legitimas, exceptuando el caso de mínimas rectificaciones territoriales requeridas por el bien de las almas.
La Santa Sede hará conocer oficialmente en su oportunidad al Gobierno Argentino las nuevas erecciones, modificaciones o supresiones efectuadas, a fin de que éste proceda a su reconocimiento por lo que se refiere a los efectos administrativos. Serán también notificadas al Gobierno las modificaciones de los límites de las Diócesis existentes.

Artículo 3. El nombramiento de los Arzobispos y Obispos es de competencia de la Santa Sede. Antes de proceder al nombramiento de Arzobispos y Obispos residenciales, de Prelados o de Coadjutores con derecho a sucesión, la Santa Sede comunicará al Gobierno Argentino el nombre de la persona elegida para conocer si existen objeciones de carácter político general en contra de la misma.
El Gobierno Argentino dará su contestación dentro de los treinta días. Transcurrido dicho término el silencio del Gobierno se interpretará en el sentido de que no tiene objeciones que oponer al nombramiento. Todas estas diligencias se cumplirán en el más estricto secreto. Todo lo relativo al Vicariato Castrense continuará rigiéndose por la Convención del 28 de Junio de 1957.
Los Arzobispos, Obispos residenciales y los Coadjutores con derecho a sucesión serán ciudadanos argentinos.

Artículo 4. Se reconoce el derecho de la Santa Sede de publicar en la República Argentina las disposiciones relativas al gobierno de la Iglesia, y el de comunicar y mantener correspondencia libremente con los Obispos, el clero y los fieles relacionada con su noble ministerio, de la misma manera que éstos podrán hacerlo con la Sede Apostólica. Gozan también de la misma facultad los Obispos y demás autoridades eclesiásticas en relación con sus sacerdotes y fieles.

Artículo 5. El Episcopado Argentino puede llamar al País a las órdenes, congregaciones religiosas masculinas y femeninas y sacerdotes seculares que estime útiles para el incremento de la asistencia espiritual y la educación cristiana del pueblo (...)

Artículo 6. En caso de que hubiese observaciones u objeciones por parte del Gobierno Argentino conforme a los artículos segundo y tercero, las Altas Partes Contratantes buscarán las formas apropiadas para llegar a un entendimiento; asimismo resolverán amistosamente las eventuales diferencias que pudiesen presentarse en la interpretación y aplicación de las cláusulas del presente Acuerdo.

La presentación de obispos fue eliminada y el Gobierno argentino se reservó el derecho a objetar confidencialmente por razones políticas previamente a un candidato y a opinar sobre la creación de diócesis. El derecho al pase de bulas y a la admisión de órdenes religiosas fueron también eliminados. El acuerdo no hace mención a la forma precedente, el modus vivendi. Para el caso de una objeción no hay un procedimiento a seguir, por lo que la Santa Sede podría imponer de todas maneras un candidato objetado, aunque el Gobierno argentino luego podría no reconocerlo administrativamente.
La reforma de la Constitución Nacional de 1994 eliminó los preceptos relativos al patronato.